# 邁克爾·P·布倫納
邁克爾·P·布倫納是一名美國應用數學家和物理學家。

## 生平
布倫納在賓夕法尼亞大學取得物理與數學理學士學位，並在芝加哥大學師從利奧·卡達諾夫取得物理學博士學位。1995年至2001年間，他在麻省理工學院擔任應用數學的助理教授和副教授。2001年起，他在哈佛大學擔任教授。在哈佛大學約翰·A·保爾森工程與應用科學學院，布倫納是邁克爾·F·克羅寧應用數學與應用物理學教授，而在物理系，他則是葛洛佛教授。

## 研究工作
布倫納的研究使用應用數學的方法來解決科學與工程的廣泛問題，尤其是與流體力學和材料科學相關的問題。在過去，他的研究小組解決了與流體液滴的破碎、聲致發光、小顆粒的沉澱、工程中的裝置設計以及靜電紡絲有關的問題。他目前的研究重點是湍流的本質、自組裝、大氣化學、流體機械和材料科學。他也曾從事生物學和生理學研究，研究電壓門控離子通道和血紅素。他對使用機器學習的最新進展來促進科學發現特別感興趣。

## 教學
布倫納創造了哈佛流行的課程「科學與烹飪：從高級料理到軟性物質的科學」。該課程透過烹飪科學的角度探索物質的物理和化學特性，並將烹飪和飲食融入實驗部分。每週的講座都會邀請「分子食物學」領域的知名廚師和美食專家，這是一門利用科學重新設計食物的學科。